# ムスターグ・タワー
ムスターグ・タワー（Muztagh Tower）は、パキスタンのカラコルム山脈のバルトロ山群にある山。K2の西南西15km、パキスタンと中国の国境にある。標高7,276m。

## 概要
ムスターグとはトルコ語で「氷雪の山」という意味。「タワー」の名の通り、まるで人工的に作られた塔のような形状が特徴。1909年のK2遠征に参加したイタリアの登山家ヴィットリオ・セッラがバルトロ氷河上部（ムスターグ・タワーの南東側）から撮影した姿は、双耳峰の片方が完全に隠れていたため、尖塔のような形と思われていた。

## 登山史
- 1956年 - イギリス隊とフランス隊の初登頂争いとなり、わずか五日の差でイギリス隊に凱歌があがった。
  - 7月6日 - イギリス隊のジョン・ハートッグ、ジョー・ブラウン（英語版）、トム・ペイティ（英語版）、イアン・マクノート＝デイヴィス（英語版）の四人が西面の北西稜から初登頂。
  - 7月11日 - 初登頂の五日後、フランス隊のギド・マニョーヌ（フランス語版）、ロベール・パラゴ（フランス語版）、アンドレ・コンタミヌ、ポール・ケラー（フランス語版）の四人が南東陵から第二登に成功。
- 1984年 - イギリス隊のマル・ダフ、サンディ・アランらによって第三登。
- 2008年 - スロベニア隊が北東壁ルートの初登頂を目指したが、強風のため断念。バブル・コジョックが遭難死。
- 2012年8月25日 - ロシア隊のセルゲイ・ニロフ、ディミトリ・ゴロヴチェンコらにより北東壁ルートで初登頂。

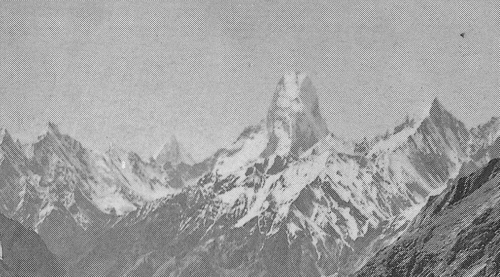
ヴィットリオ・セッラによる写真（1909年）